# Lista över Crash Bandicoot-spel
Detta är en lista över Crash Bandicoot-spel. Listan är sorterad efter utgivningsdatum. Namnen på spelen är de europeiska.

## Huvudserie
| Titel               | År   | Plattform                                                                                  | Utvecklare            | Utgivare                                                      |
| ------------------- | ---- | ------------------------------------------------------------------------------------------ | --------------------- | ------------------------------------------------------------- |
| Crash Bandicoot     | 1996 | Playstation, Playstation Network                                                           | Naughty Dog           | Universal Interactive Studios och Sony Computer Entertainment |
| Cortex Strikes Back | 1997 | Playstation, Playstation Network                                                           | Naughty Dog           | Universal Interactive Studios och Sony Computer Entertainment |
| Warped              | 1998 | Playstation, Playstation Network                                                           | Naughty Dog           | Universal Interactive Studios och Sony Computer Entertainment |
| The Wrath of Cortex | 2001 | Playstation 2, Xbox, Gamecube                                                              | Traveller's Tales     | Universal Interactive Studios och Konami                      |
| Twinsanity          | 2004 | Playstation 2, Xbox                                                                        | Traveller's Tales     | Vivendi Universal Games och Sierra Entertainment              |
| Crash of the Titans | 2007 | Playstation 2, Playstation Portable, Xbox 360, Wii, Nintendo DS, Game Boy Advance, Symbian | Radical Entertainment | Sierra Entertainment                                          |
| Mind over Mutant    | 2008 | Playstation 2, Playstation Portable, Xbox 360, Wii, Nintendo DS                            | Radical Entertainment | Sierra Entertainment                                          |

## Racing
| Titel           | År   | Plattform                                               | Utvecklare            | Utgivare                                                 |
| --------------- | ---- | ------------------------------------------------------- | --------------------- | -------------------------------------------------------- |
| Team Racing     | 1999 | Playstation, Playstation Portable, Playstation Network  | Naughty Dog           | Sony Computer Entertainment                              |
| Nitro Kart      | 2003 | Playstation 2, Xbox, Gamecube, Game Boy Advance, N-Gage | Vicarious Visions     | Universal Interactive/Vivendi Universal Games och Konami |
| Tag Team Racing | 2005 | Playstation 2, Gamecube, Xbox, Playstation Portable     | Radical Entertainment | Sierra Entertainment/Vivendi Universal Games             |

## Partyspel
| Titel      | År   | Plattform                        | Utvecklare | Utgivare                    |
| ---------- | ---- | -------------------------------- | ---------- | --------------------------- |
| Bash       | 2000 | Playstation, Playstation Network | Eurocom    | Sony Computer Entertainment |
| Boom Bang! | 2004 | Nintendo DS                      | Dimps      | Sierra Entertainment        |

## Bärbart
| Titel     | År   | Plattform        | Utvecklare        | Utgivare                      |
| --------- | ---- | ---------------- | ----------------- | ----------------------------- |
| XS        | 2002 | Game Boy Advance | Vicarious Visions | Universal Interactive Studios |
| N-Tranced | 2003 | Game Boy Advance | Vicarious Visions | Universal Interactive Studios |
| Fusion    | 2004 | Game Boy Advance | Vicarious Visions | Vivendi Universal Games       |

## Sammanställningar
| Titel                           | År   | Plattform     | Utvecklare        | Utgivare   |
| ------------------------------- | ---- | ------------- | ----------------- | ---------- |
| Crash Bandicoot N. Sane Trilogy | 2017 | Playstation 4 | Vicarious Visions | Activision |